# Iker Larrauri
Iker Larrauri Prado (Ciudad de México, 18 de diciembre de 1929 - Cuernavaca, 11 de enero de 2021) fue un museógrafo, antropólogo, arquitecto y artista plástico. De abuelo español y padres mexicanos fue el tercer hijo del matrimonio formado por el doctor Antonio H. Larrauri Villagrán y doña Enriqueta Prado Soriano. Se casó tres veces, la primera con Irma Salgado, después con una actriz y finalmente con Mayán, con quien crio a dos hijos de ella de un matrimonio previo: Roberto y Mayán, y tuvieron un tercero: Ina.

## Preparación escolar
Después del kinder estudió en el Colegio Alemán de la Ciudad de México, enseguida entró a la secundaria oficial y posteriormente a la Preparatoria Nacional en San Ildefonso: bachillerato para arquitectura. En 1950 entró a la entonces Escuela Nacional de Arquitectura de la UNAM (hasta 1953).
Después comenzó a asistir a la Escuela Nacional de Antropología del Instituto Nacional de Antropología e Historia en el primer nivel de Moneda 13. En 1947 a 1948 estudió escenografía, iluminación, fotografía y teoría del color en la Academia Cinematográfica, situación que enriqueció sus conocimientos en el ámbito museográfico. En la Escuela de Antropología  conoció a Miguel Covarrubias. Ahí mismo en sus estudios en la ENAH, además de entablar relación con Covarrubias, también participó con Alberto Ruz Lhuillier en el segundo levantamiento en la Cámara Secreta del gobernante Pakal en el Templo de las Inscripciones de la zona arqueológica de Palenque. A partir de este proyecto realizó una pintura sobre tabla del ajuar funerario de Pakal y realizó una réplica de dicha cámara en el antiguo Museo Nacional de Antropología de la calle Moneda.

## Vida profesional
Su vida profesional en el ámbito museográfico inició en 1955, cuando por medio de una invitación de Miguel Covarrubias, se le contrató en uno de los recintos más importantes del país: el antiguo Museo de Antropología de la calle de Moneda. Se especializó en la planeación y diseño de museos de arqueología e historia. Iker Larrauri forma parte de los miembros de las primeras generaciones de museógrafos mexicanos.
Ya metido de lleno en la vida de los museos, en concreto en el del antiguo Museo Nacional de Antropología, Larrauri fue seleccionado en 1956 para realizar estudios semiformales en Europa y Estados Unidos, gracias a una beca otorgada por la Organización de las Naciones Unidas para la Educación, la Ciencia y la Cultura.
Entre abril y mayo de 1956 se fue a París, donde estaba la sede de la Unesco y trabajaría con sus expertos, gente del ICOM. Ahí se definiría el programa de su beca que culminó con estancias en Europa y Estados Unidos. En París conoció a George Henri Riviere, Raimonde Frin, Difuku con quienes en conjunto planeó su programa. Posteriormente realizó visitas a museos en Alemania, Dinamarca, Holanda, Suecia, Noruega e Inglaterra, Escocia, Austria y Estados Unidos. 
Después ayudó a la contribución de revolucionar la museografía local. Durante el “gran parteaguas” de la historia de los museos en México, de la segunda mitad del siglo XX, que hace referencia a la creación del Museo Nacional de Antropología (MNA) en el bosque de Chapultepec de la Ciudad de México, Iker Larrauri formó parte del equipo que tuvo a su cargo la sala de introducción al nuevo MNA. Durante 1960 a 1961 Iker trabajó en la planeación del Nuevo Museo de Antropología, se hizo un programa muy detallado que incluía cada oficina, cada taller, tomas de corriente, el tamaño de las puertas, el tipo de vidrio que debía llevar, etc. Después del proyecto de planeación Iker ya no se encontraba trabajando para el INAH, quedó fuera del proyecto cuando se hizo el desmontaje del antiguo museo para montar las obras en el nuevo.
Volvió a ingresar al museo como externo, lo contrataron por medio de Julio Prieto con quien había trabajado antes en la Galería de Historia y quien era su amigo. Ramírez Vázquez llamó a Julio y le propuso la idea de la Sala de Orientación, ya que él era escenógrafo. Julio a su vez invitó a participar a Iker, como artista, no como museógrafo, pintó dos murales en la Sala de los Orígenes (actualmente sala Poblamiento de América), hizo dioramas y la escultura del Caracol.
Iker Larrauri fue contratado como director técnico de la planificación e instalación museográfica, donde procuró seleccionar a jóvenes formados profesionalmente y que han tenido amplia experiencia en conocimiento de museos en México y en el extranjero, y sólida práctica específicamente relacionada con las instalaciones y montajes de museos de ciencias antropológicas.
Otros proyectos museográficos en los que Iker Larrauri colaboró fueron: conclusión del Museo Regional de Cuauhnáhuac y el de Oaxaca, remodelación y reapertura del Museo Regional de Puebla y Guadalajara; ya como miembro de Museográfica: proyectos importantes como el Museo de Culturas Populares de Sinaloa, el Museo de Jalapa y el de Paquimé. Durante la Presidencia de la República de José López Portillo y el consiguiente recambio de funcionarios, Larrauri y su equipo de colaboradores cercanos se vieron precisados a renunciar en 1977, y la opción más viable fue la del autoempleo. Su prestigio y los contactos establecidos a lo largo de varias décadas de trabajo los respaldaban. Iker Larrauri formó una sociedad con el arquitecto Jorge Agostoni, el nombre de la empresa es Museográfica, la cual sigue activa a la fecha, pero Iker ya no forma parte de los socios.
En el último tercio del siglo XX se fundaron en México numerosos recintos por parte de particulares, tales como el Museo Amparo, el Franz Mayer y el Dolores Olmedo, entre otros; los gobiernos de los estados también se han preocupado por crear sedes tan importantes como el Museo Arqueológico de Jalapa o el Museo de Historia Mexicana de Monterrey. Sin duda, se diversificó e intensificó la actividad cultural en todo el país y en ese proceso de ampliación, en calidad y cantidad, de los recintos de exhibición e instituciones museográficas, Iker Larrauri participó en calidad de protagonista.

## Producción artística
Además de su interés por la museografía, Iker Larrauri realizó pintura y escultura a lo largo de su carrera. Específicamente en el Museo Nacional de Antropología ejecutó piezas pensadas específicamente para ciertos espacios, como la escultura en bronce Caracol o Sol de Viento ubicada en el estanque del patio central, el mural de gran formato La fauna pleistocénica, que muestra la fauna endémica del pleistoceno en América; y otro menor que ilustra el poblamiento de América titulado El Paso de Bering. Igualmente trabajó en la elaboración de algunos de los dioramas de la Sala de Orientación, y otro de sus cuadros, una pintura sobre tabla 10 años previa a la inauguración del MNA (1954), puede verse en el sótano de Sala Maya, haciendo alusión al ajuar funerario de Pakal.

## Reconocimientos
Iker es reconocido como arquitecto, antropólogo, museógrafo y artista plástico. En 1998 Larrauri recibió el reconocimiento anual del Comité Nacional de México del Consejo Internacional de Museos (ICOM por sus siglas en inglés), por sus casi 40 años dedicado a la museografía.
En octubre de 2006 recibió un homenaje por sus 50 años de trabajo profesional, en una ceremonia realizada en el Auditorio Jaime Torres Bodet del MNA, a la que acudieron sus colegas y amigos: Jorge Angulo, Lina Odena Güemes, Carlos Navarrete y Beatriz Barba de Piña Chan.
Los textos de especialistas que participaron en dicho homenaje se recopilaron en Diario de Campo No. 41. Otro homenaje similar, dedicado a su trayectoria y celebrado en el MNA, se llevó a cabo el 18 de mayo de 2017, con motivo del día internacional de los museos.